# Друговремец (сериал)
„Друговремец“ (на английски: Outlander) е британско-американски сериал, заснет по мотивите на романа „Друговремец“ на писателката Диана Габалдон, стартирал на 9 август 2014 г. по Starz.
Първият сезон има 16 епизода. Пилотният епизод е гледан от 720 000 зрители, след което се покачват и до 2,3 милиона. На 15 август 2014 г. е обявено завръщането на сериала за 2 сезон, който ще съдържа минимум 13 епизода. Третият сезон от 13 епизода се излъчва от септември до декември 2017 г., четвъртият сезон от 13 епизода излиза в ефир от ноември 2018 г. до януари 2019 г. Петият сезон от 12 епизода се излъчва от февруари до май 2020 г. Сериалът е продължен с шести сезон от 12 епизода.

## Сюжет на сезон 1
Действието в сериала се развива на в две епохи: през 40-те години на XX век и 40-те години на XVIII век. Главната героиня е Клеър Рандал, която е медицинска сестра по време на Втората световна война. Изненадващо пътува във времето до 1743 по време на британско-шотландския конфликт. Шотландците я смятат за английски шпионин и я вземат със себе си като лечителка. В XX век Клеър оставя съпруга си Франк Рандал, с когото е била разделена от войната. В XVIII век съдбата ѝ се преплита с тази на шотландеца Джейми Фрейзър.

## Актьорски състав

### Главни
- Катрина Балф – Клеър Бийчъм Рандал
- Сам Хюън – Джейми Фрейзър
- Тобиъс Мензийс – Франк Рандал/Джонатан „Черния Джак“ Рандал
- Гари Люис – Колум Макензи
- Греъм Мактавиш – Дугъл Макензи
- Лоте Вербек – Гийли Дънкън
- Бил Патерсън – Нед Гоуън

## В България
В България сериалът първоначално се излъчва по AXN White.
На 13 май 2017 г. започва излъчване по bTV Lady всеки уикенд от 22.30. Ролите се озвучават от Ирина Маринова, Ивет Лазарова, Стефан Сърчаджиев – Съра, Владимир Колев и Радослав Рачев.